# صادر (اسم)
صادر هو اسم علم مذكر من أصل عربي، ومعناه هو الراجع عن المكانا، عن الماء بعد أن ارتوى ويقابله الوارد الراجع عمومًا.

## وصلات خارجية
- موسوعة السلطان قابوس لأسماء العرب نسخة محفوظة 5 أبريل 2019 على موقع واي باك مشين.